# Daniel Ellensohn
Daniel Ellensohn (9 de agosto de 1985) é um futebolista profissional neozelandês que atua como atacante.

## Carreira
Daniel Ellensohn fez parte do elenco da Seleção Neozelandesa de Futebol nas Olimpíadas de 2008.